# Руднянська сільська рада (Летичівський район)
Ру́днянська сільська́ ра́да — адміністративно-територіальна одиниця та орган місцевого самоврядування в Летичівському районі Хмельницької області. Адміністративний центр — село Рудня.

## Загальні відомості
Руднянська сільська рада утворена в 1944 році.
- Територія ради: 52,96 км²
- Населення ради: 1 046 осіб (станом на 2001 рік)
- Територією ради протікає річка Вовк

## Населені пункти
Сільській раді підпорядковані населені пункти:
- с. Рудня
- с. Подільське
- с. Ревуха
- с. Терлівка

## Склад ради
Рада складається з 14 депутатів та голови.
- Голова ради: Мусійчук Олексій Олексійович
- Секретар ради: Мудрак Надія Михайлівна

### Керівний склад попередніх скликань
| Прізвище, ім'я, по батькові  | Основні відомості                                                 | Дата обрання | Дата звільнення |
| ---------------------------- | ----------------------------------------------------------------- | ------------ | --------------- |
| Супрун Петро Романович       | Сільський голова, 1954 року народження, безпартійний              | 26.03.2006   | 31.10.2010      |
| Мусійчук Олексій Олексійович | Сільський голова, 1966 року народження, освіта вища, безпартійний | 31.10.2010   |                 |

Примітка: таблиця складена за даними сайту Верховної Ради України

### Депутати
За результатами місцевих виборів 2010 року депутатами ради стали:

#### За суб'єктами висування
| Суб'єкт висування                       | Кількість обраних депутатів | %    |
| --------------------------------------- | --------------------------- | ---- |
| Партія регіонів                         | 10                          | 71,4 |
| Народна партія                          | 2                           | 14,3 |
| Політична партія «Українська платформа» | 1                           | 7,1  |
| Самовисування                           | 1                           | 7,1  |

#### За округами
| № округу                                | Прізвище, ім'я, по батькові      | Дата визнання обраним | Освіта             | Партійна приналежність | Відомості про обраного депутата                        |
| --------------------------------------- | -------------------------------- | --------------------- | ------------------ | ---------------------- | ------------------------------------------------------ |
| Народна Партія                          |                                  |                       |                    |                        |                                                        |
| 4                                       | Бас Любов Леонідівна             | 03.11.2010            | вища               | позапартійна           | Територіальний центр, соціальний працівник             |
| 5                                       | Бадяк Світлана Степанівна        | 03.11.2010            | вища               | позапартійна           | Руднянська сільська рада, землевпорядник               |
| Партія регіонів                         |                                  |                       |                    |                        |                                                        |
| 1                                       | Мудрак Надія Михайлівна          | 03.11.2010            | вища               | позапартійна           | Руднянська сільська рада, секретар                     |
| 2                                       | Літвінов Павло Володимирович     | 03.11.2010            | середня            | позапартійний          | Головчинецьке лісництво, лісник                        |
| 3                                       | Мачковська Галина Петрівна       | 03.11.2010            | середня            | позапартійна           | Летичівський центр поштового зв'язку, листоноша        |
| 6                                       | Антохова Олена Олексіївна        | 03.11.2010            | вища               | позапартійна           | тимчасово не працює                                    |
| 7                                       | Способ Василь Арсентійович       | 03.11.2010            | середня            | позапартійний          | ВАТ «Хмельницькрибгосп», рибак                         |
| 9                                       | Ленчицька Людмила Миколаївна     | 03.11.2010            | вища               | позапартійна           | Терлівський фельшерсько-акушерський пункт, фельшер     |
| 10                                      | Смолінська Людмила Казимирівна   | 03.11.2010            | середня            | позапартійна           | тимчасово не працює                                    |
| 11                                      | Ніцевич Світлана Раймундівна     | 03.11.2010            | середня спеціальна | позапартійна           | Терлівська сільська бібліотека, бібліотекар            |
| 12                                      | Ніцевич Ігор Володимирович       | 03.11.2010            | середня спеціальна | позапартійний          | Летичівський районний відділ культури і туризму, шофер |
| 13                                      | Липко Андрій Петрович            | 03.11.2010            | середня            | позапартійний          | приватний підприємець                                  |
| Політична партія «Українська платформа» |                                  |                       |                    |                        |                                                        |
| 14                                      | Листопадський Сергій Миколайович | 03.11.2010            | вища               | позапартійний          | Снітівська загальноосвітня школа І-ІІІ ст., вчитель    |
| Самовисування                           |                                  |                       |                    |                        |                                                        |
| 8                                       | Антонюк Петро Дмитрович          | 03.11.2010            | середня спеціальна | позапартійний          | тимчасово не працює                                    |